# Мильонариос
«Мильона́риос» (исп. Club Deportivo Los Millonarios) — колумбийский футбольный клуб из города Богота. Во времена Эль Дорадо «Мильонариос» был сильнейшим клубом страны. Клуб заработал множество титулов и прозвищ, среди которых «Чемпион на все времена», «Амбассадор», «Великий победитель». Название клуба, данное первым президентом команды Альфонсо Сеньором, означает «Миллионеры» и совпадает с прозвищем аргентинского «Ривер Плейта», с которым у «Мильонариоса» всегда были тесные контакты.

## История
В конце 1940-х — начале 1950-х годов «Мильонариос» был олицетворением колумбийского футбола. В команде выступало 10 аргентинцев, среди которых были великие футболисты — Альфредо Ди Стефано, Нестор Росси, Адольфо Педернера, Хулио Коцци, Эктор Риаль.
После окончания эпохи Эль Дорадо «Мильонариос» стабильно выигрывал чемпионские титулы вплоть до конца 1980-х годов. Последние два титула, 1987 и 1988 годов, были добыты благодаря финансовой поддержке наркобарона Хосе Гонсало Родригеса Гачи.
В начале 2000-х годов клуб дважды подряд играл в финале Кубка Мерконорте и выиграл этот трофей в 2001 году. После этого команду поразил тяжёлый экономический кризис, из которого она стала постепенно выбираться с 2006 года.
В конце 2012 года «Мильонариос» завоевал свой 14-й чемпионский титул в Колумбии — первый с 1988 года. По этому показателю он вновь стал единоличным лидером, опередив «Америку Кали». Позднее обе эти команды обогнал «Атлетико Насьональ». В том же году «Мильонариос» сыграл в Кубке Сантьяго Бернабеу — одноматчевом турнире, который проводится испанским клубом «Реал Мадрид». Матч завершился разгромной победой «Реала» со счётом 8:0.

## Достижения
- Чемпионы Колумбии (16): 1949, 1951, 1952, 1953, 1959, 1961, 1962, 1963, 1964, 1972, 1978, 1987, 1988, Фин. 2012 , Фин. 2017, Ап. 2023
- Вице-чемпион Колумбии (10): 1950, 1956, 1958, 1967, 1973, 1975, 1984, 1994, 1995/96, Ап. 2021
- Обладатель Кубка Колумбии (4)[2]: 1952/53, 1963, 2011, 2022
- Обладатель Суперкубка Колумбии (1): 2018
- Финалист Кубка Колумбии (2): 1951/52, 2013
- Кубок Мерконорте (1): 2001
- Финалист Кубка Мерконорте (1): 2000